# Искра (Курский район)
И́скра — посёлок в Курского района Курской области, входит в состав Щетинского сельсовета. 

## География
Посёлок занимает площадь около 182 га. Расположен Центрально-Чернозёмной части России, в 3 км к северу от Курска. Искра находится в пределах лесостепной зоны Среднерусской возвышенности, на высотах 170—180 м над уровнем моря, возле реки Тускарь (правый приток Сейма в бассейне Днепра). Поверхность представляет возвышенное плато с сильно волнистым рельефом, преобладанием склонных земель, пересекаемых оврагами и балками.
Улицы
В посёлке улицы: Дорожная, Первомайская и Школьная.
Климат
Искра расположена в поясе умеренно континентального климата, в благоприятных климатических условиях. Климат характеризуется большой продолжительностью безморозного периода. Среднегодовая температура в поселке положительная – плюс 5,7°C. Зима в среднем прохладная, хотя бывают и оттепели. Сильные морозы в городе бывают редко, среднемесячная температура января — минус 8,4°С (минимальная – минус 34,5°C). Лето неустойчивое: сильная жара и ясная погода сменяются прохладной погодой, самые жаркие дни бывают в более прохладном августе (до +35°C). Среднемесячная температура июля – плюс 19,2°С (максимальная – плюс 36,2°C). Осадков в среднем 608 мм в год, максимальное их количество приходится на июль – 73 мм (Dfb в классификации Кёппена).
| Показатель                                                                      | Янв. | Фев. | Март | Апр. | Май  | Июнь | Июль | Авг. | Сен. | Окт. | Нояб. | Дек. | Год  |
| ------------------------------------------------------------------------------- | ---- | ---- | ---- | ---- | ---- | ---- | ---- | ---- | ---- | ---- | ----- | ---- | ---- |
| Средний суточный максимум, °C                                                   | −4,3 | −3,3 | 2,5  | 12,9 | 19,3 | 22,6 | 25,3 | 24,5 | 18,1 | 10,4 | 3,2   | −1,4 | 10,8 |
| Средняя температура, °C                                                         | −6,4 | −5,9 | −1,1 | 8,1  | 14,6 | 18,3 | 20,9 | 19,9 | 13,9 | 7,1  | 1     | −3,3 | 7,3  |
| Средний суточный минимум, °C                                                    | −8,9 | −9   | −5,1 | 2,5  | 8,9  | 12,9 | 15,7 | 14,8 | 9,6  | 3,8  | −1,4  | −5,5 | 3,2  |
| Норма осадков, мм                                                               | 51   | 44   | 47   | 50   | 60   | 68   | 70   | 55   | 59   | 59   | 46    | 48   | 657  |
| Источник: Погода по месяцам c ru.climate-data.org(дата обращения: Февраль 2022) |      |      |      |      |      |      |      |      |      |      |       |      |      |

Часовой пояс
Посёлок Искра, как и вся Курская область, находится в часовой зоне МСК (московское время). Смещение применяемого времени относительно UTC составляет +3:00.

## Население
| 2002 | 2010  |
| ---- | ----- |
| 1359 | ↗1794 |

## Инфраструктура
Личное подсобное хозяйство. СНТ Лесок. Обуз Курская клиническая психиатрическая больница имени святого великомученика и целителя Пантелеимона. Храм Великомученика и Целителя Пантелеимона. В посёлке 72 дома.

## Транспорт
Искра находится в 4,5 км от автодороги федерального значения М2 «Крым» (часть европейского маршрута E 105), на автодорогах межмуниципального значения 38Н-379 (Курск — Искра) и 38Н-386 (38Н-379 — Шуклинка), в 3,5 км от ж/д путевого поста 530 км (линия Орёл — Курск).
В 131 км от аэропорта имени В. Г. Шухова (недалеко от Белгорода).